# Герасим (Кремлёв)
Архиепископ Герасим (Кремлёв; ?, Новгород — 16 (26) июля 1650, Тобольск) — епископ Русской православной церкви, архиепископ Сибирский и Тобольский, иконописец.

## Биография
Родился, по-видимому, в Новгороде. Образование получил в училище при Новгородском митрополичьем доме.
С 12 июля 1634 года — игумен Тихвинского Успенского монастыря.
Будучи иконописцем, в 1636 году испросил у царя Михаила Феодоровича разрешение на поновление хранившейся в монастыре чудотворной Тихвинской иконы Божией Матери, которая сильно пострадала от времени и пожаров.
31 мая 1640 года хиротонисан во епископа Сибирского и Тобольского с возведением в сан архиепископа.
Архиепископ Герасим — образованный архипастырь своего времени. Он любил книги и следил за современным книгоиздательством, приобретая новинки, выходившие с Московского печатного двора. Сам писал хорошим слогом, имел красивый и твёрдый почерк.
Занимался иконописанием. В Межугорском Иоанновском монастыре сохранилась икона святителя Николая Чудотворца, написанная владыкой Герасимом в 1645 году.
В Сибири преосвященный Герасим проявил себя «энергичною, настойчивою хозяйственною деятельностью». Основал три монастыря: Спасский в Енисейске (1642 год), Введенский в Красноярске (1646 год), Христорождественский в Кузнецке (1648 год) и построил много храмов.
Но основная его деятельность была направлена на расширение всякими способами земельных владений и увеличение доходных статей Софийского дома. Особенное старание в этом деле он приложил после пожара 1643 года, истребившего Софийский собор и архиерейский дом с двумя храмами.
Занятость хозяйственными делами отвлекала преосвященного от исполнения архипастырских обязанностей и подрывала его авторитет среди пасомых. Вообще преосвященный Герасим не пользовался популярностью в Сибири. О нём шла слава, как о человеке «жестокого нрава», окружённого целым «племенем» жадных и своевольных родственников. На него жаловались и духовенство, и миряне. Он, в свою очередь, оправдывался и жаловался на «злонравные обычаи, воровские, бездельные и всякие крамольные заводы» своих пасомых и утверждал, что среди «тяжкосердых» сибиряков он «страждет, аки овца посреди волков». Но в Москве его оправданиям не верили и предупреждали, чтобы он «впредь от такого дурна унялся».
Скончался 16 июля 1650 года. Погребён в Тобольском Софийском соборе.